# Mauro Dobler
Mauro Dobler (Junín, Buenos Aires, Argentina; 3 de enero de 1983) es un exfutbolista (de posición arquero) y entrenador argentino. Actualmente es entrenador de arqueros del Inter Miami.

## Carrera
Comenzó su carrera profesional en el año 2005 en Estudiantes de La Plata, luego de dos años en el club platense fue cedido a Atlanta por dos temporadas en las cuales se destacó como arquero titular. De regreso al Pincha se mantuvo durante tres temporadas entre el banco y la titularidad. En 2009 obtuvo el título de la Copa Libertadores. En 2009 fue fichado por Racing, club donde se desempeñó por cuatro temporadas. En agosto de 2012 es fichado por Almirante Brown donde volvió a destacarse como arquero titular. Defendiendo el arco de Tiro Federal, uno de los tantos equipos que buscó el ascenso de categoría, sin poder lograrlo en la temporada 2013/2014.
En 2015, firma para pasar una nueva temporada con el Club Atlético Atlanta, equipo en el que había jugado dos años.
Recientemente se destacó como arquero en Atlanta tras haber sido la figura en dos partidos claves para pasar de ronda en la Copa Argentina. Esto significó para Atlanta haber llegado a una instancia a la que nunca había accedido, a los 16avos de final. Ante Laferrere atajó los dos penales que le dieron la victoria. Luego, con una soberbia actuación del arquero, Atlanta eliminó a Olimpo de primera división. Mauro Dobler vuelve a consagrarse como figura, atajando dos penales en ese partido.
Inició su carrera como entrenador de arqueros en 2017 en Racing Club y luego de un año fue convocado por AFA.
En 2025 fue convocado por Javier Mascherano para ser el entrenador de arqueros del Inter Miami.

## Clubes

### Como jugador
| Club                    | País      | Año       |
| ----------------------- | --------- | --------- |
| Estudiantes de La Plata | Argentina | 2004-2005 |
| Atlanta                 | Argentina | 2005-2006 |
| Estudiantes de La Plata | Argentina | 2006-2009 |
| Racing Club             | Argentina | 2009-2012 |
| Almirante Brown         | Argentina | 2012-2014 |
| Tiro Federal            | Argentina | 2014      |
| Atlanta                 | Argentina | 2015      |
| Santamarina             | Argentina | 2016      |

### Como entrenador de arqueros
| Club        | País           | Año       |
| ----------- | -------------- | --------- |
| Racing Club | Argentina      | 2017-2018 |
| AFA         | Argentina      | 2019-2024 |
| Inter Miami | Estados Unidos | 2025-Act. |

## Títulos obtenidos
| Título                       | Club                    | Año  |
| ---------------------------- | ----------------------- | ---- |
| Torneo Apertura              | Estudiantes de La Plata | 2006 |
| Copa Libertadores de América | Estudiantes de La Plata | 2009 |
| Juegos Panamericanos de 2019 | AFA                     | 2019 |